# Josef Mikoláš
Josef Mikoláš (23. ledna 1938 Skalice – 20. března 2015) byl československý hokejový brankář. Jeho největším sportovním úspěchem bylo stříbro z mistrovství světa v roce 1961 a bronz z roku 1963. Celkem odehrál v československém reprezentačním týmu 29 zápasů. V roce 2010 byl uveden do Síně slávy českého hokeje.

## Dětství a rané mládí
Josef Mikoláš se narodil svobodné matce a měl tři sourozence. Již ve velmi raném věku prodělal zápal plic, trpěl křivicí a v pěti letech stále ještě nechodil. Přesto se později v Ostravě vyučil havířem a následně pracoval v černouhelných dolech. Žil v Ostravě a zde také započal svou hokejovou kariéru.

## Hokejová kariéra
Josef Mikoláš začal hrát hokej roku 1956, kdy ještě jako učeň nastupoval za družstvo Pracovní zálohy Ostrava, ovšem velmi brzo přestoupil do VŽKG Vítkovice, které hrály v 1. československé hokejové lize, nejvyšší československé soutěži. Zde si rychle získal uznání jak pro své brankářské schopnosti, tak i pro odvahu, s níž čelil střelám, ačkoliv v té době brankáři nenosili žádnou masku.
Roku 1959 byl zvolen nejlepším brankářem ligového ročníku, a přestože Vítkovice v následující sezóně 1959/1960 sestoupily do druhé ligy, zažil hned následujícího roku vrchol své kariéry, když byl pozván do reprezentačního mužstva pro Mistrovství světa v ledním hokeji v Ženevě. Reprezentační tým překvapivě vyhrál většinu zápasů, včetně vítězství 6:4 nad Sovětským svazem. Pouze s kanadským mužstvem tým remizoval 1:1 a kvůli horšímu skóre nakonec skončil na druhém místě, získal však titul Mistři Evropy (počítaný ze zápasů evropských týmů na mistrovství světa). Za svůj výkon v zápasech tohoto mistrovství byl Mikoláš v novinářské anketě zvolen Sportovcem roku 1961. Následujícího roku se mistrovství světa konalo v Colorado Springs ve Spojených státech, ovšem tentokrát Československo spolu se Sovětským svazem turnaj bojkotovalo. Poslední příležitost v reprezentaci dostal roku 1963, kdy pomohl československému mužstvu získat bronzové medaile na mistrovství světa ve Stockholmu, stejné místo tým obsadil i v rámci mistrovství Evropy.

### Zranění
Josef Mikoláš byl po celou svou kariéru uznávaný pro odvahu, s jakou čelil pukům bez brankářské masky. V jeho době teprve někteří brankáři experimentovali s různými podomácku vyrobenými pomůckami na ochranu obličeje, ovšem Mikoláš je odmítal používat. Během své kariéry ztratil osm zubů a utrpěl zlomeninu lícní kosti, dvojitou zlomeninu dolní čelisti a 35 různých sešívaných tržných ran. Podle svých slov měl na hlavě kolem 80 stehů. Jako nejbolestivější popsal jednu ze střel Karla Guta, která ho stála čtyři zuby v jednom okamžiku. Brankářskou masku začal nosit až krátce před koncem kariéry.

## Závěr kariéry a život mimo led
Po mistrovství světa ve Švédsku nabrala Mikolášova kariéra sestupnou tendenci. Roku 1965 se rozvedl a přestěhoval se do Chomutova, kde se znovu oženil. Zde hrál až do roku 1968 za VTŽ Chomutov. Poté se opět vrátil do Ostravy, ovšem již roku 1970 svou hokejovou kariéru definitivně ukončil a začal pracovat jako sportovní novinář. Po invazi sovětských vojsk roznášel na ostravských šachtách protisovětské tiskoviny, za což mu později bylo znemožněno cestování na Západ. Jeho jméno se však také objevilo nejprve v neoficiálních seznamech spolupracovníků StB zveřejněných na počátku 90. let, a později též v evidenčních záznamech spolupracovníků StB zveřejněných podle § 7 zákona č. 107/2002 Sb., kde byl veden jako agent.
Josef Mikoláš měl tři dcery.